# Hoya pseudomaxima
Hoya pseudomaxima är en oleanderväxtart som beskrevs av Sijfert Hendrik Koorders. Hoya pseudomaxima ingår i släktet Hoya och familjen oleanderväxter. Inga underarter finns listade i Catalogue of Life.